# Araujuzon
 Araujuzon  es una población y comuna francesa, en la región de Aquitania, departamento de Pirineos Atlánticos, en el distrito de Oloron-Sainte-Marie y cantón de Navarrenx.

## Demografía
| 429 | 385 | 510 | 518 | 524 | 540 | 544 | 566 | 549 | 518 | 527 | 469 | 483 | 489 | 470 | 467 | 456 | 428 | 417 | 403 | 327 | 301 | 302 | 301 | 298 | 268 | 240 | 217 | 196 | 200 | 186 | 182 | 179 |
| Para los censos de 1962 a 1999 la población legal corresponde a la población sin duplicidades (Fuente: INSEE [Consultar]) |     |     |     |     |     |     |     |     |     |     |     |     |     |     |     |     |     |     |     |     |     |     |     |     |     |     |     |     |     |     |     |     |

## Economía
La principal actividad es la agrícola (ganadería, pastos y maíz).